# Staatspolizei (Vereinigte Staaten)

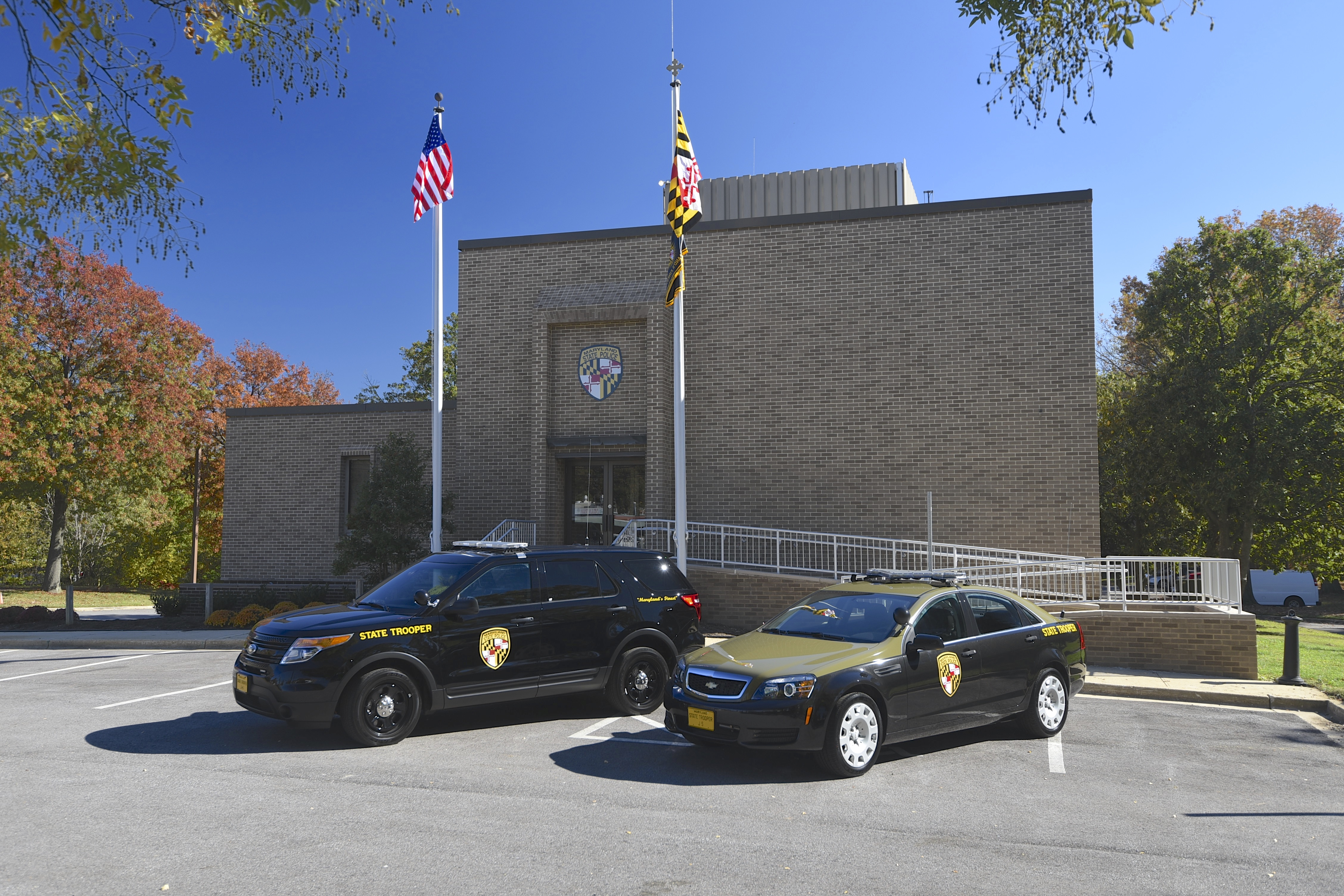
State Troopers, Fahrzeuge der Maryland State Police, “J” Barrack, Annapolis (2015)

Staatspolizei (engl. state police, state troopers, state patrol o. ä.) ist die Bezeichnung einer oder mehrerer Polizeibehörden eines Bundesstaates der Vereinigten Staaten von Amerika. Sie ist für die Verfolgung bestimmter Delikte im gesamten Bundesstaat zuständig.

## Aufgaben
Ihre Aufgaben variieren von Bundesstaat zu Bundesstaat. Zu der Aufgabe einer „State Police“ zählt zumeist die Verkehrsüberwachung auf Fernstraßen, weshalb die Staatspolizei auch in einzelnen Staaten „Highway Patrol“ („Autobahnpolizei“) genannt wird. Weitere Aufgaben der Behörde können in der Ausbildung von Polizeibeamten, der Unterstützung lokaler Polizeibehörden sowie dem Schutz des regionalen Parlamentsgebäudes und Gouverneurs liegen. Die Staatspolizei nimmt damit eine Mittelfunktion zwischen den lokalen Polizeibehörden in den Städten und Landkreisen sowie den Bundesbehörden ein.
Eine Staatspolizei existiert in allen US-Bundesstaaten mit Ausnahme der Inselkette Hawaii, wo die vier Polizeibehörden der Landkreise (entsprechend den Inseln) ihre Aufgaben übernehmen und das State of Hawaii Sheriff’s Office nur koordinierende Aufgaben übernimmt. Zudem gibt es für Ermittlungsaufgaben die State of Hawaii Attorney General’s Investigations Division. Eine Besonderheit bilden auch die Texas Rangers, die neben der Texas Highway Patrol für den Bundesstaat Texas zuständig sind.

## Liste der Staatspolizeibehörden
| Behörde                                 | Bundesstaat    | Oberbehörde                                                                   |
| --------------------------------------- | -------------- | ----------------------------------------------------------------------------- |
| Alabama Highway Patrol                  | Alabama        | Alabama Department of Public Safety                                           |
| Alaska State Troopers                   | Alaska         | Alaska Department of Public Safety                                            |
| Arizona Highway Patrol                  | Arizona        | Arizona Department of Public Safety                                           |
| Arkansas Highway Patrol                 | Arkansas       | Arkansas State Police                                                         |
| California Highway Patrol               | Kalifornien    | California Business, Transportation and Housing Agency                        |
| Colorado State Patrol                   | Colorado       | Colorado Department of Public Safety                                          |
| Connecticut State Police                | Connecticut    | Connecticut Department of Emergency Services and Public Protection            |
| Connecticut State Marshal               | Connecticut    |                                                                               |
| Delaware State Police                   | Delaware       | Delaware Department of Public Safety and Homeland Security                    |
| Florida Highway Patrol                  | Florida        | Florida Department of Highway Safety and Motor Vehicles                       |
| Florida Department of Law Enforcement   | Florida        |                                                                               |
| Georgia State Patrol                    | Georgia        | Georgia Department of Public Safety                                           |
| Sheriff Division                        | Hawaii         | Hawaii Department of Law Enforcement                                          |
| Idaho State Police                      | Idaho          |                                                                               |
| Illinois State Police                   | Illinois       |                                                                               |
| Indiana State Police                    | Indiana        |                                                                               |
| Iowa State Patrol                       | Iowa           | Iowa Department of Public Safety                                              |
| Kansas Highway Patrol                   | Kansas         |                                                                               |
| Kentucky State Police                   | Kentucky       | Kentucky Justice and Public Safety Cabinet                                    |
| Louisiana State Police                  | Louisiana      | Louisiana Department of Public Safety                                         |
| Maine State Police                      | Maine          | Maine Department of Public Safety                                             |
| Maryland State Police                   | Maryland       |                                                                               |
| Massachusetts State Police              | Massachusetts  | Commonwealth of Massachusetts' Executive Office of Public Safety and Security |
| Michigan State Police                   | Michigan       |                                                                               |
| Minnesota State Patrol                  | Minnesota      | Minnesota Department of Public Safety                                         |
| Mississippi Highway Patrol              | Mississippi    | Mississippi Department of Public Safety                                       |
| Missouri State Highway Patrol           | Missouri       | Missouri Department of Public Safety                                          |
| Montana Highway Patrol                  | Montana        | Montana Department of Justice                                                 |
| Nebraska State Patrol                   | Nebraska       |                                                                               |
| Nevada Highway Patrol                   | Nevada         | Nevada Department of Public Safety                                            |
| New Hampshire State Police              | New Hampshire  | New Hampshire Department of Safety                                            |
| New Jersey State Police                 | New Jersey     | New Jersey Department of Law and Public Safety                                |
| New Mexico State Police                 | New Mexico     | New Mexico Department of Public Safety                                        |
| New York State Police                   | New York State |                                                                               |
| North Carolina State Highway Patrol     | North Carolina | North Carolina Department of Public Safety                                    |
| North Dakota Highway Patrol             | North Dakota   |                                                                               |
| Ohio State Highway Patrol               | Ohio           | Ohio Department of Public Safety                                              |
| Oklahoma Highway Patrol                 | Oklahoma       | Oklahoma Department of Public Safety                                          |
| Oregon State Police                     | Oregon         |                                                                               |
| Pennsylvania State Police               | Pennsylvania   |                                                                               |
| Rhode Island State Police               | Rhode Island   |                                                                               |
| Rhode Island State Sheriff's Department | Rhode Island   |                                                                               |
| South Carolina Highway Patrol           | South Carolina | South Carolina Department of Public Safety                                    |
| South Dakota Highway Patrol             | South Dakota   | South Dakota Department of Public Safety                                      |
| Tennessee Highway Patrol                | Tennessee      | Tennessee Department of Safety                                                |
| Texas Highway Patrol                    | Texas          | Texas Department of Public Safety                                             |
| Texas Ranger Division                   | Texas          | Texas Department of Public Safety                                             |
| Utah Highway Patrol                     | Utah           | Utah Department of Public Safety                                              |
| Vermont State Police                    | Vermont        | Vermont Department of Public Safety                                           |
| Virginia State Police                   | Virginia       | Virginia Cabinet Secretariat of Public Safety                                 |
| Washington State Patrol                 | Washington     |                                                                               |
| West Virginia State Police              | West Virginia  |                                                                               |
| Wisconsin State Patrol                  | Wisconsin      | Wisconsin Department of Transportation                                        |
| Wyoming Highway Patrol                  | Wyoming        |                                                                               |

Anmerkungen
1. ↑  Behörden ohne besondere Angabe sind unabhängige Behörden

## Mediale Rezeption
- 2014: True Detective – Matthew McConaughey und Woody Harrelson ermitteln als Kriminalpolizisten der Louisiana State Police